# Altes Pfarrhaus (Flein)

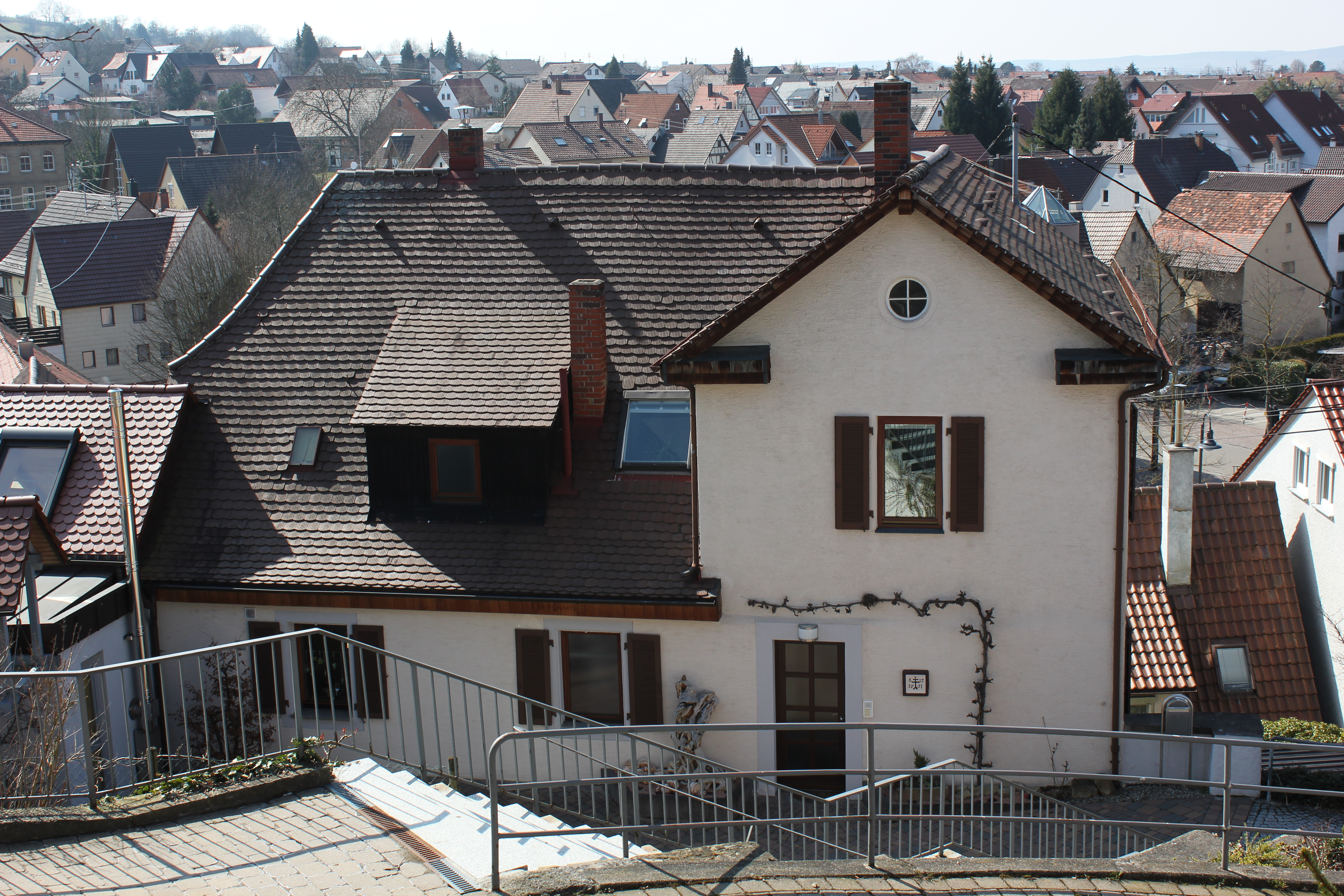
Altes Pfarrhaus, Ansicht vom Vorplatz der Veitskirche

Das alte Pfarrhaus in Flein ist ein ehemaliges Pfarrhaus. Es wurde 1751 bei der Veitskirche an Stelle eines älteren Vorgängerbaus von 1575 errichtet. Der beim Bau des Pfarrhauses angebrachte Wappenstein des Heiligkreuz-Ordens von 1751 wurde zum „Stein des Anstoßes“ zwischen der Reichsstadt Heilbronn als Landesherrn und dem Oberspital Memmingen als Kirchenherrn.

## Geschichte

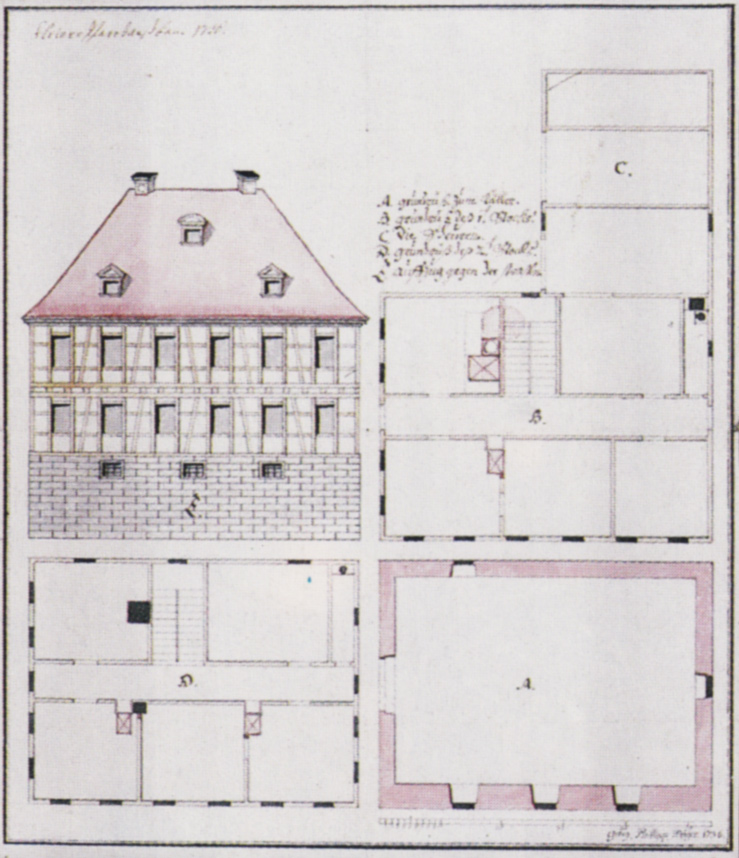
Bauplan des Baumeisters Georg Philipp Wenger von 1736 für ein neues Pfarrhaus

Lange Jahre stritten sich die Reichsstadt Heilbronn und das Heilig-Geist-Spital von Wimpfen bzw. ihre Rechtsnachfolger um die Rechte an der Fleiner Veitskirche. 1625 war der Rechtsstreit vorläufig beendet worden, die Reichsstadt und der Heilig-Geist-Orden in Mergentheim hatten sich in einem Vergleich geeinigt. 1695 fiel die Verwaltung des Heilig-Geist-Spitals von Wimpfen dem Oberspital des Heilig-Geist-Orden in Memmingen zu. Das Oberspital wollte die „Fleiner Gefälle“ in seine Hand zu bekommen. So kaufte der Orden 1728 die Rechte an der Fleiner Kirche von der Stadt Heilbronn für die Summe von 18.000 Gulden ab. Als das Pfarrhaus von 1575 Anfang des 18. Jahrhunderts baufällig wurde, wollte das Memminger Spital – Inhaber des Fleiner Kirchengefälles – ein neues, wesentlich vergrößertes Pfarrhaus bauen. Auch Zimmer als Absteigequartier für die zahlreichen Ordensgeistlichen, ein großer Keller und ein Speicher für den Zehntwein sollten in dem luxuriös geplanten Gebäude entstehen. Der Rat von Heilbronn war gegen diese Baupläne. Die Stadt Heilbronn befürchtete, durch die Errichtung eines so großzügigen Baus die Rechte über die Fleiner Kirche nie wieder zurückerlangen zu können. Durch diesen Rechtsstreit wurde der Neubau jahrelang blockiert. 1736 reklamierte der damalige Pfarrer Dibold, dass die Pfarrgebäude inzwischen unbenutzbar seien. Der Heilbronner Rat besorgte ein juristisches Gutachten. In dem Gutachten wurde der Orden dazu verpflichtet, das Pfarrhaus unverzüglich in der ursprünglichen Größe zu errichten. Das Spital baute schließlich 1751 das Pfarrhaus ohne die geplanten Erweiterungen. Der beim Bau des neuen Pfarrhauses angebrachte Wappenstein des Heiligkreuz-Ordens von 1751 wurde zum „Stein des Anstoßes“. So forderte der Heilbronner Rat vom Orden erfolglos, diesen Stein vom Fleiner Pfarrhaus zu entfernen. In dem Stein befinden sich die Anfangsbuchstaben des Namens des Paterpflegers Andreas Stückle, die Jahreszahl und das Doppelkreuz, das Zeichen des Heilig-Geist-Ordens. Mit dem Doppelkreuz signalisierte der Orden seinen Anspruch auf das Kirchenpatronat in Flein.
Das Gebäude diente bis ins 20. Jahrhundert als Pfarrhaus und wurde in dieser Funktion schließlich von einem 1982/83 errichteten, mehr Platz bietenden Neubau auf einem ebenfalls der Veitskirche benachbarten Grundstück abgelöst.

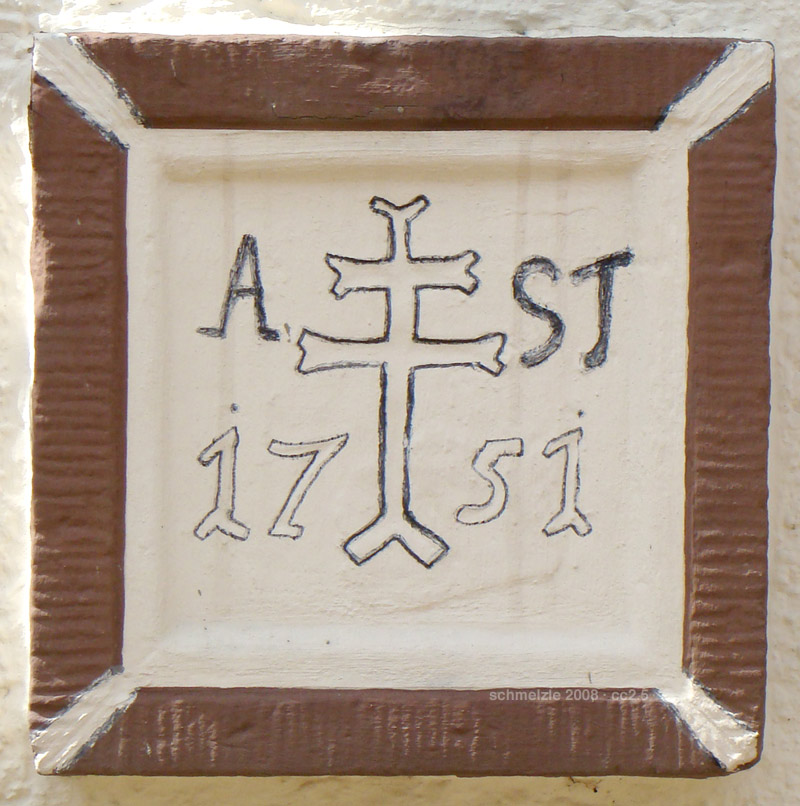
Wappenstein des Heiligkreuz-Ordens von 1751 am Pfarrhaus in Flein
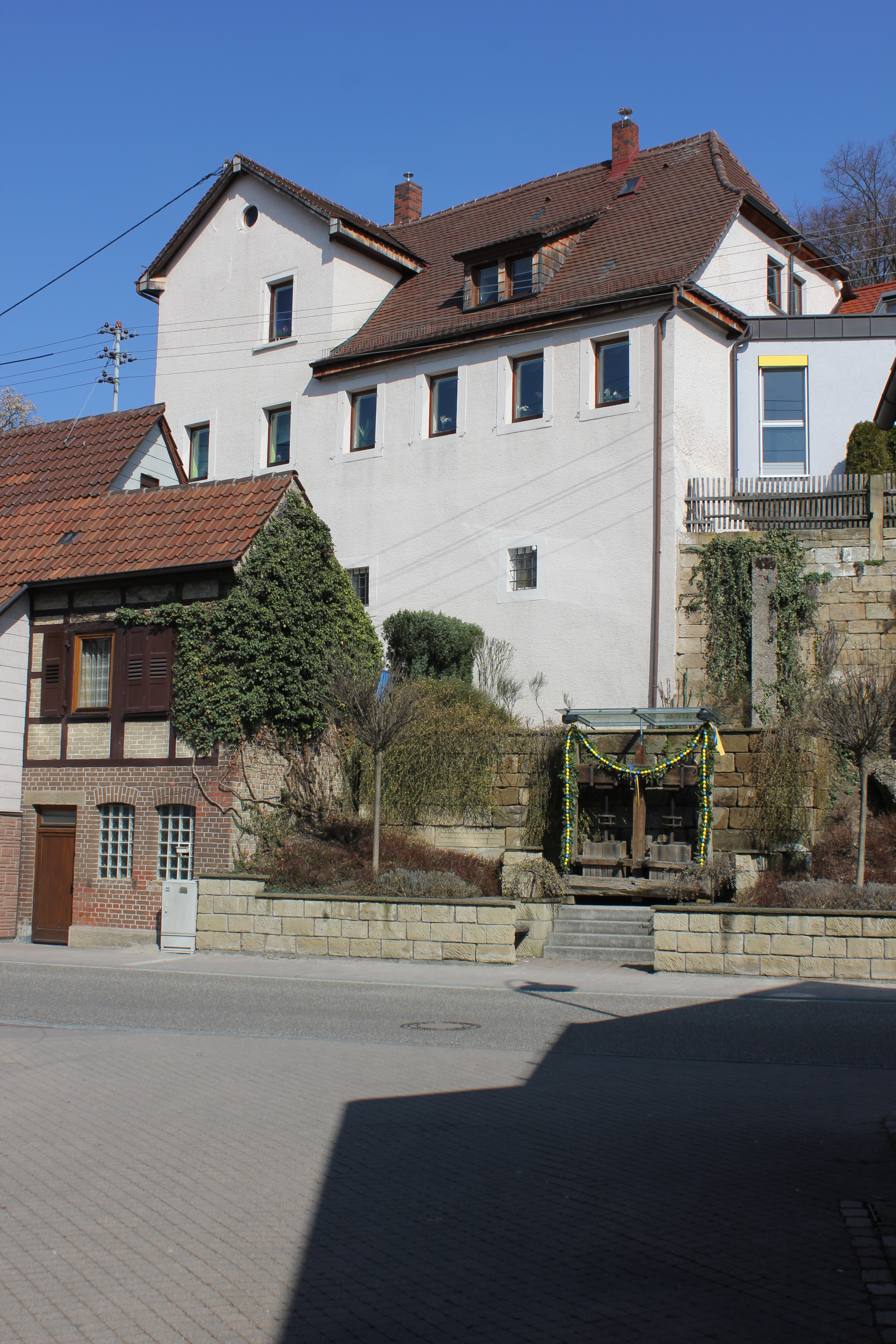
Altes Pfarrhaus, von der Ilsfelder Straße aus gesehen